# Vrabcovka
Vrabcovka (Passerina) je rod rostlin z čeledi vrabečnicovité. Jsou to erikoidní keře nebo řidčeji stromy s drobnými, tuhými, vstřícnými listy a nenápadnými, větrosprašnými květy v klasovitých květenstvích. Plodem je nažka obalená vytrvalou češulí, případně bobule. Rod zahrnuje 20 druhů a je rozšířen výhradně v jižní Africe. Centrum druhové diverzity je v Kapské oblasti.

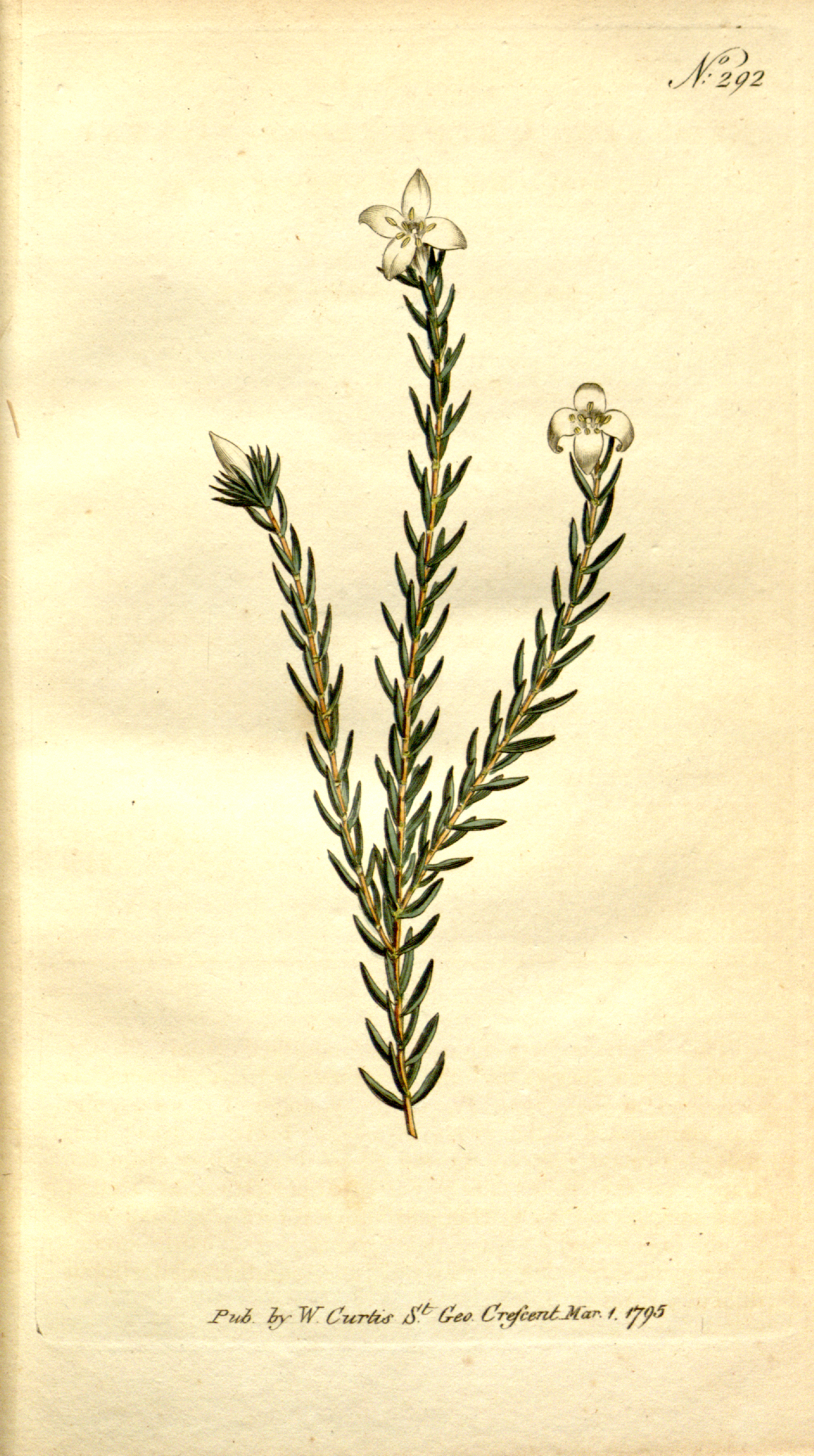
Ilustrace Passerina grandiflora z roku 1795

## Popis
Vrabcovky jsou keře nebo řidčeji malé stromy se vstřícnými, křižmostojnými listy. Listy jsou přisedlé, čárkovité, podlouhlé, kopinaté nebo úzce kosníkovité, obvykle nadvinuté do člunkovitého, srpovitého až cigárovitého tvaru, přitisklé k větévce nebo odstávající, často erikoidní (tuhé, drobné a jehlicovité), někdy střechovitě se překrývající.
Květy jsou drobné a málo nápadné, většinou žluto-růžové, řidčeji nažloutlé nebo zelené, uspořádané v jednoduchých nebo složených, často hlávkovitě redukovaných, klasovitých květenstvích. Každý květ je podepřen nápadnými, za plodu kožovitými listeny. Kalich je čtyřčetný, na bázi srostlý v kališní trubku, petaloidní a nahrazující chybějící korunu. Tyčinek je 8, jsou přirostlé v ústí kališní trubky a vyčnívají z květů. Na rozdíl od většiny jiných zástupců čeledi mají extrorzní prašníky. Semeník je svrchní, složený ze 2 plodolistů, avšak za zralosti pseudomonomerní, s jedinou komůrkou obsahující jediné vajíčko. Čnělka vyrůstá excentricky z vrcholu semeníku a nese víceméně kulovitou, papilózní bliznu. Plodem je u většiny druhů nažka volně obalená vytrvalou češulí, druhy Passerina ericoides a P. rigida mají dužnaté bobule.

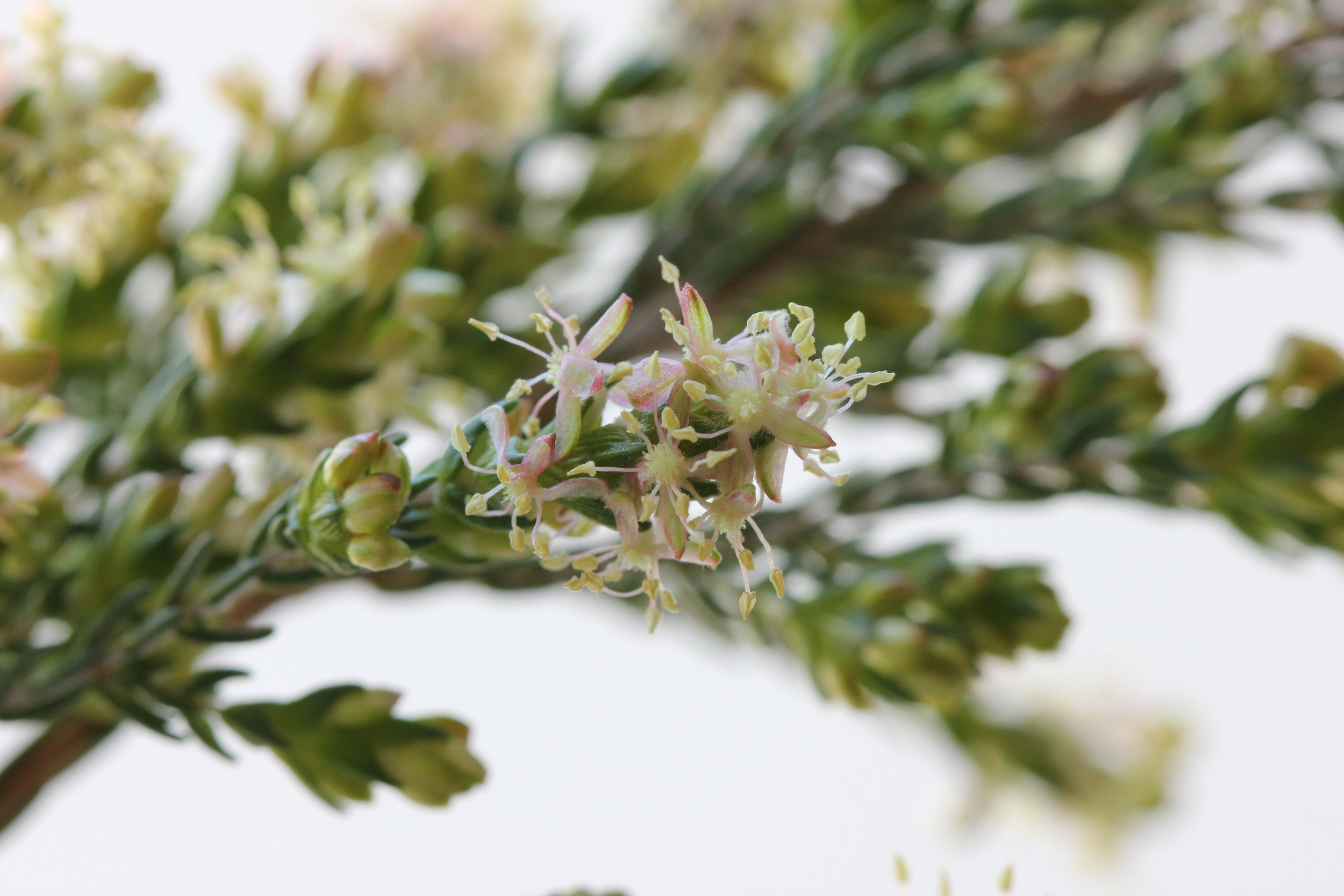
Kvetoucí Passerina montana
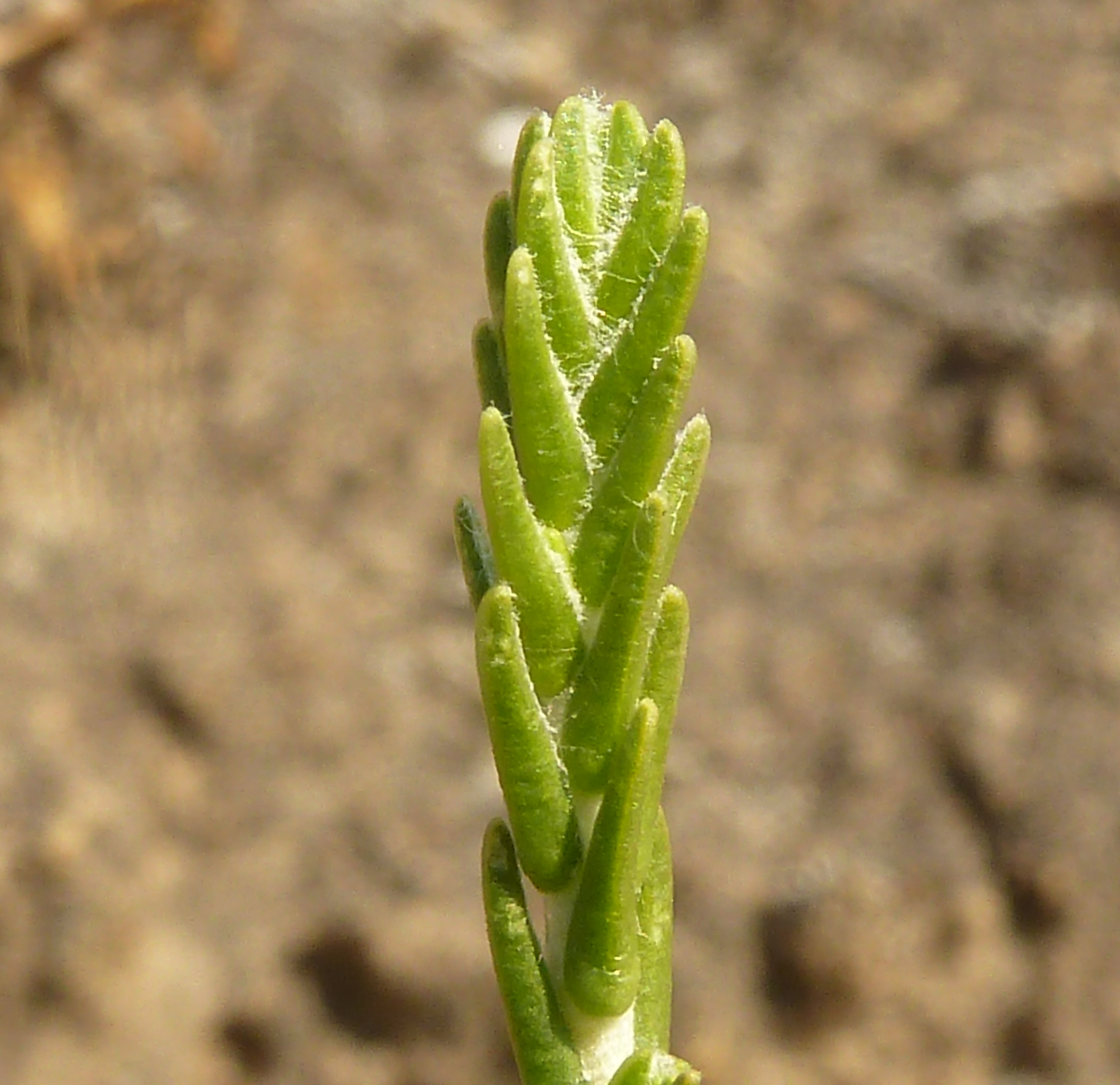
Detail větévky Passerina montana
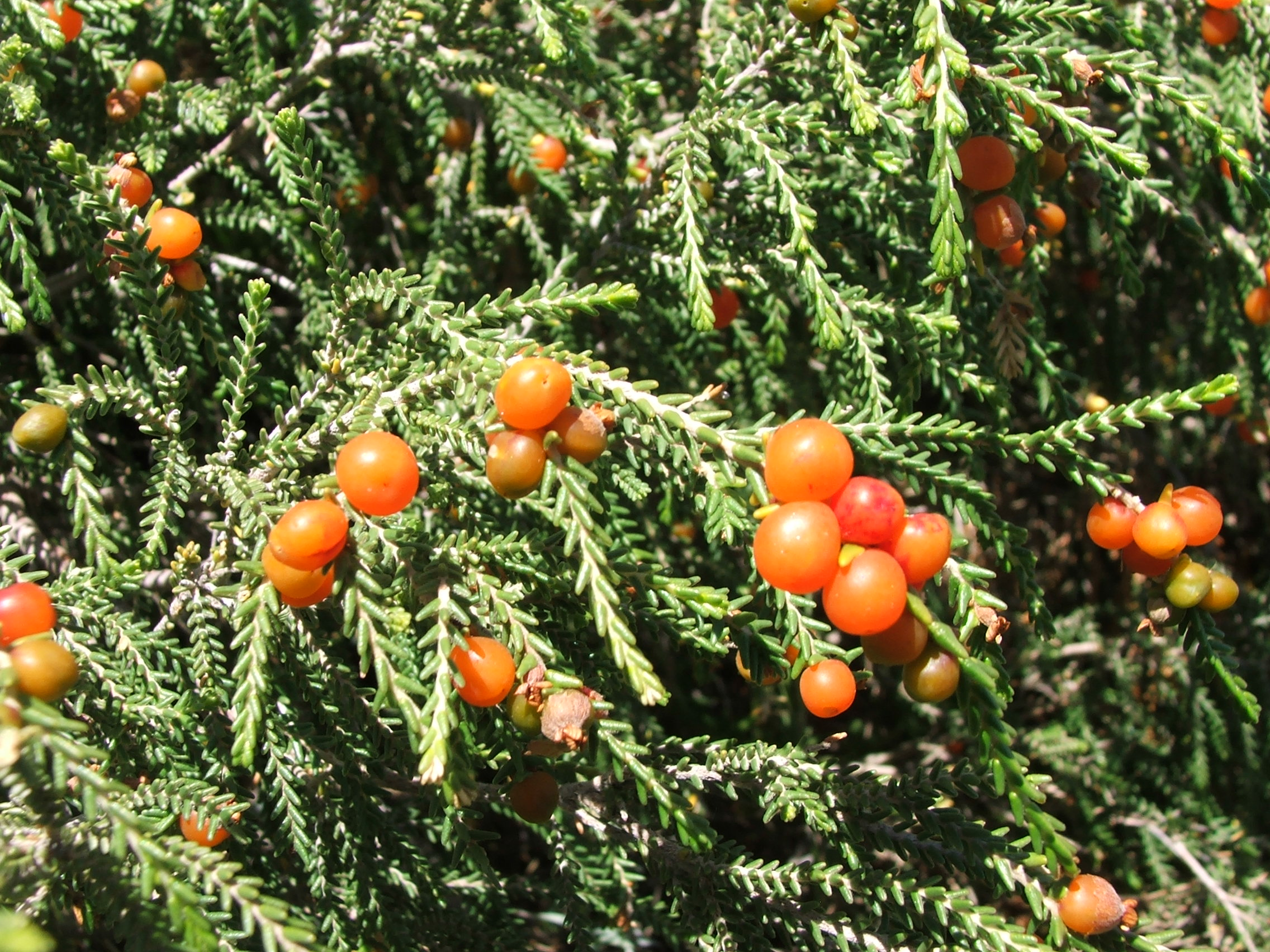
Passerina ericoides s plody

## Etymologie
Odborný rodový název Passerina je odvozen od latinského slova passer (vrabec) podle tvaru plodů, které připomínají vrabčí zobák.

## Rozšíření
Rod zahrnuje 20 druhů. Převážná většina z nich roste v Kapsku, odkud je uváděno 10 endemických a 4 subendemické druhy. Nejrozšířenějším druhem je zde Passerina obtusifolia. Pouze 2 druhy rostou i mimo území Jihoafrické republiky. Konkrétně se jedná o druhy Passerina montivaga a Passerina montana, které mají disjunktní rozšíření podél jihoafrického Velkého srázu (Great Escarpment) v Zimbabwe. Druh P. montana má též izolované reliktní výskyty v některých horských oblastech Namibie a Angoly.
Centrem druhové diverzity tohoto rodu je v Západním Kapsku. Největší počet druhů (celkem 6) se vyskytuje v oblasti zálivu False Bay.
Většina druhů Západního Kapska se vyskytuje ve vegetační formaci známé jako fynbos, přizpůsobené mediteránnímu klimatu s horkým suchým létem a mírnou, vlhkou zimou. Rostou na nejrůznějších stanovištích včetně alpínských poloh horských vrcholů, bažin, vápencových výchozů, písečných dun i mořského pobřeží. Mnoho druhů jsou pionýrské dřeviny vyhledávající narušená místa. Některé druhy rostou v xerofytní vegetaci známé jako karru (karoo). Druhy vyskytující se podél Velkého srázu naopak rostou v oblastech s letními dešti a často rostou zejména v přechodové zóně mezi lesem a savanou.

## Ekologické interakce
Květy vrabcovek jsou opylovány větrem. Před opylením je barva květů většinou žluto-růžová, okvětní lístky jsou rozestálé a tyčinky vyčnívají z květů. Prašníky se otevírají najednou a explozivně, přičemž vypráší pyl do povětří. S opylením větrem souvisí i štětičkovitý charakter blizny. Po opylení se barva květů mění na červenou. Většina druhů kvete v jarních měsících, v září a říjnu, kdy je v kapské oblasti větrné počasí. V této době se pyl uvolňuje z porostů ve velkém množství.
Dužnaté bobule druhů Passerina ericoides a P. rigida jsou šířeny ptáky a hlodavci. U druhu P. montana jsou plody nápadně červeně zbarvené a umístěné na koncích větévek a šíří je pravděpodobně ptáci. Plody jiných druhů po dozrání opadávají na zem, kde je rozšiřují zejména mravenci a hlodavci.
Na vrabcovkách občas parazituje jmelí, konkrétně druhy Viscum capense a Viscum rotundifolium

## Taxonomie
Rod Passerina je v rámci čeledi Thymelaeaceae řazen do podčeledi Thymelaeoideae a tribu Gnidieae. Podle výsledků molekulárních studií je nejblíže příbuznou větví rod Lachnaea. Mezi další blízce příbuzné rody náleží Struthiola, Gnidia a Drapetes. Všechny tyto rody tvoří dohromady monofyletickou skupinu.
Druh Passerina esterhuyseniae je znám pouze z herbářového materiálu. Byl popsán v roce 2003 na základě položek sebraných v severní části pohoří Cederberg.

## Význam
Vrabcovky jsou vysazovány zejména pro zpevnění písečných přesypů, a to i v oblastech vystavených mořským větrům.
Některé druhy jsou v klimaticky příhodných oblastech světa pěstovány jako okrasné dřeviny, např. stromovitá Passerina falcifolia. Passerina filiformis byla na Britských ostrovech i evropské pevnině pěstována již od dob Carla Linného.
Dobytek se rostlinám vyhýbá, neboť jsou nepoživatelné. Popel z Passerina obtusifolia byl v Západním Kapsku tradičně používán při domácí výrobě mýdla. Kůra tohoto druhu je extrémně pevná a slouží k vázání střech.